# Dunhuang
Dunhuang is een stad in een oase in de provincie Gansu in het middenwesten van China. De bevolking bedraagt 100.000 personen. Dunhuang is onafhankelijk geweest, maar behoorde in bepaalde tijden ook tot zowel China als Tibet.
Het is gelegen nabij een kruising van de zijderoute en heeft daaraan, en aan de militaire impact die hierbij hoorde, zijn faam te danken.

## Grotten bij Dunhuang
Veel (boeddhistische) reizigers kerfden in de rotsen één of meerdere boeddha's of andere religieuze figuren. Dit leidde tot de Mogao-grotten. De grottempels staan tegenwoordig op de werelderfgoedlijst van de UNESCO.
Tot de tempels behoren:
- De Mogao-grotten (Chinees: 莫高窟)
- De Westelijke Duizend Boeddha-grotten (西千佛洞, Engels: West Thousand Buddha Caves)
- De Yulin-grotten (Chinees: 榆林窟)
- De Oostelijke Duizend Boeddha-grotten (Chinees: 东千佛洞, Engels: East Thousand Buddha Caves)
- De Kleine Duizend Boeddha-grotten (Chinees: 水峡口小千佛洞, Engels: Small Thousand Buddha Caves at Shuixiakou)
- De Subei Wugemiao-grotten (Chinees: 肃北五个庙石窟)
- De Yigemiao-grotten (Chinees: 一个庙石窟)
- De Yumen Changma-grotten (Chinees: 玉门昌马石窟)

## Manuscripten van Dunhuang
Boeddhistische kloosters verzamelden veel geschriften vanuit het westen (en India), maar ook uit de Chinese literatuur. Een groot deel werd opgeslagen in de Mogao-grotten. De taoïstische monnik Wang Yuanlu vond ze in 1900 terug. Hij verkocht deze Manuscripten van Dunhuang aan de westerse onderzoekers Aurel Stein en Paul Pelliot. Ook bemachtigden enkele Russische en Japanse onderzoekers een deel van de documenten. De rest van de manuscripten bleef voor China behouden, grotendeels door de inspanningen van Luo Zhenyu.
De manuscripten dateren van tussen de 5e tot en met de 11e eeuw en zijn van grote historische, filologische en literaire betekenis. Men dacht dat deze werken langgeleden verloren geraakt waren. Verder werden in de grot oude edities van klassieke werken gevonden, kwamen er onbekende talen uit Centraal-Azië aan het licht en werd het oudst bewaard gebleven gedrukte boek ter wereld aangetroffen, de Diamantsoetra uit de tijd van de Tang-dynastie.